# Jinbōchō
Jinbōchō (神保町, de vegades romanitzat Jimbōchō) és un barri de Chiyoda, al Japó, conegut com al barri llatí de Tòquio on es poden trobar llibreries de llibres d'ocasió i editorials.
El centre de Jinbōchō és la cruïlla entre Yasukuni-dōri i Hakusan-dōri, al nord de l'estació de la Tokyo Métro Hanzōmon Line, Toei Mita Line i Toei Shinjuku Line. Les prestigioses Tokyo Book Binding Club i Literature Preservation Society estan localitzades a Jinbōchō, i l'indret està pròxim d'un gran nombre d'universitats japoneses de primer ordre entre les quals la Nihon Daigaku, la Senshu Daigaku, la Meiji Daigaku, la Hosei Daigaku i la Juntendo Daigaku.
Jinbōchō és conegut formalment sota el nom de Kanda-Jinbōchō (神田神保町) i forma part de Kanda.

## Història
Jinbōchō significa el «barri de Jinbō». Nagaharu Jinbō era el nom d'un samurai que vivia al barri al final del segle xvii.
L'any 1913, un gran foc va destruir la major part de la zona. Després d'aquest incendi, un professor d'universitat amb el nom de Shigeo Iwanami va obrir una llibreria a Jinbōchō, embrió de l'actual editorial Iwanami Shoten. A mesura que va passar el temps, la zona va esdevenir popular entre els universitaris i intel·lectuals i nombroses llibreries i cafès hi van obrir les portes. Jinbōchō figura a la llista de viles del llibre.
La construcció del teatre de Jinbōchō va acabar a finals del 2007.

## Empreses
Nombroses empreses estan localitzades a Jinbōchō, entre les quals la seu social de Tōkyōdō Shoten, un comerciant de llibres.

## Galeria

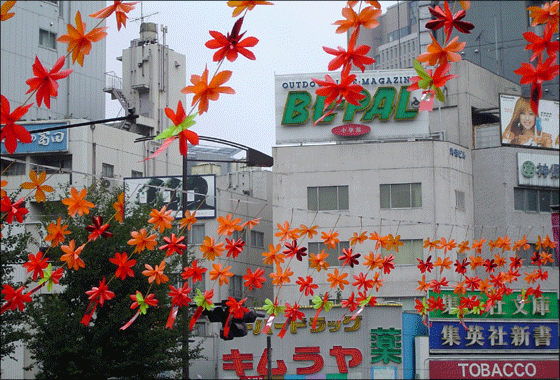
Jinbōchō en la cruïlla de Yasukunidori i Hakusan.
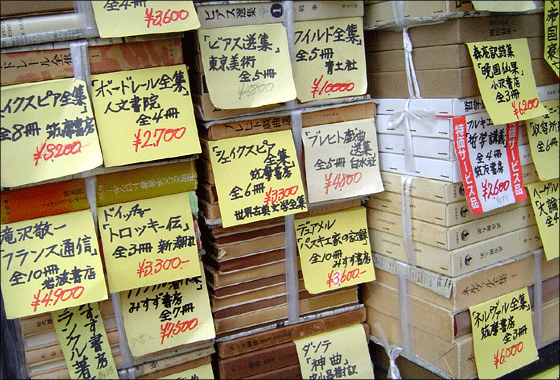
Venda a Jinbōchō.
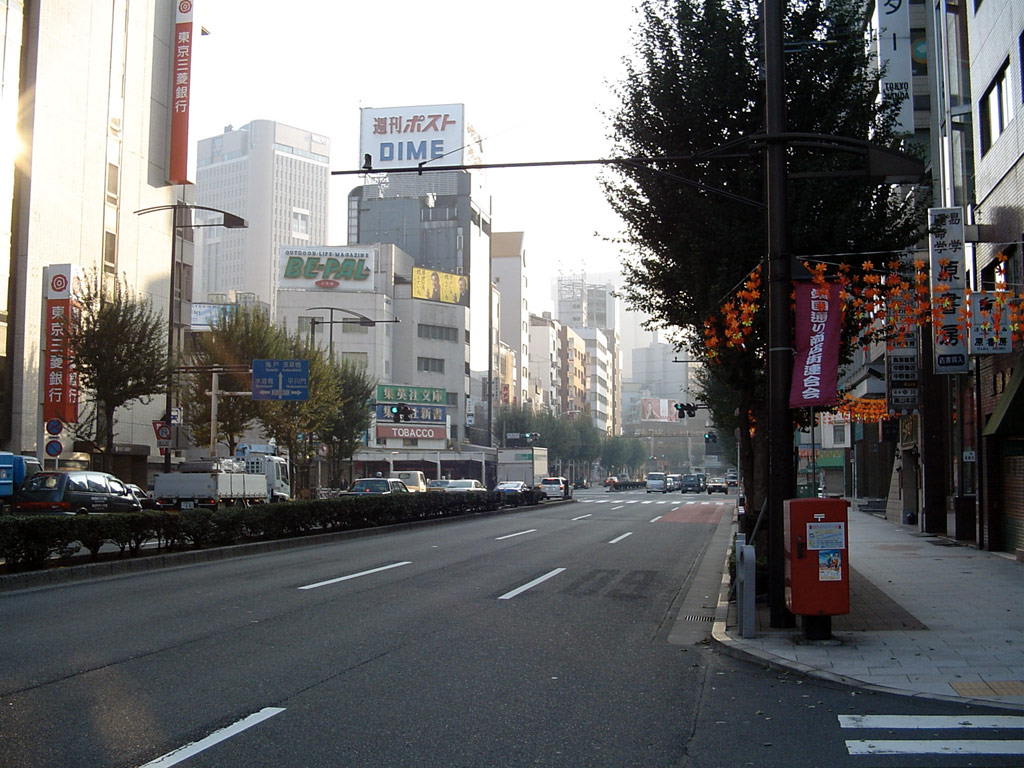
Jinbōchō, novembre 2004